# James Bullough Lansing
Pour les articles homonymes, voir James, Martini et Lansing.
James Bullough Lansing, né James Martini le 14 janvier 1902 dans l'Illinois et mort 24 septembre 1949 à San Marco, est un ingénieur dans le domaine acoustique, concepteur de haut-parleurs, et fondateur des sociétés qui partagent son nom : Lansing Manufacturing Company et JBL, cette dernière reprenant ses initiales.